# 丰都长江大桥
丰都长江大桥位于重庆市丰都县，大桥总长620米，主跨450米，桥宽15米，桥型为钢筋砼结合梁浅加劲悬索桥，桥面高程208米，引道长1.48千米。大桥于1994年10月18日开工，1997年1月20日建成通车。

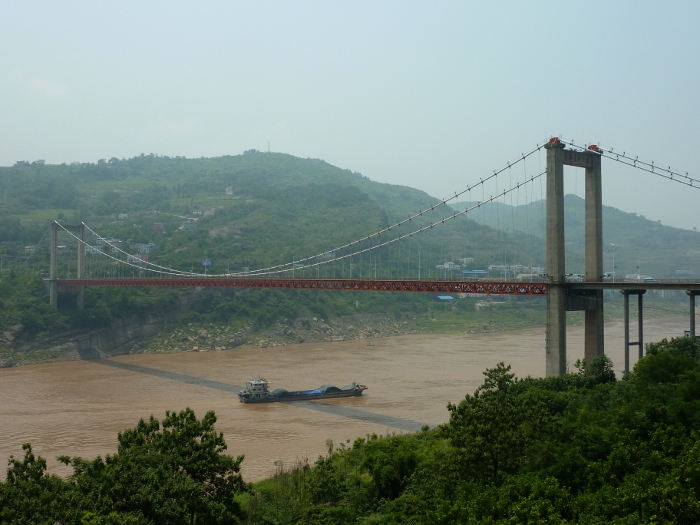

## 关联项目
- 世界悬索桥列表
- 长江桥隧列表